# 热德尔
热德尔（法語：Gèdre，法語發音：[ʒɛdʁ]）是法国上比利牛斯省的一个旧市镇，属于阿热莱斯加佐斯特区。2016年，热德尔与市镇加瓦尔尼合并为新市镇加瓦尔尼-热德尔。

## 地理
热德尔（42°47'11"N, 0°1'9"E）面积144.57 平方千米，位于法国奧克西塔尼大區上比利牛斯省，该省份为法国西南部内陆省份，北至热尔省，西接大西洋比利牛斯省，南与西班牙接壤，东临上加龙省。
与热德尔接壤的市镇（或旧市镇、城区）包括：加瓦尔尼。

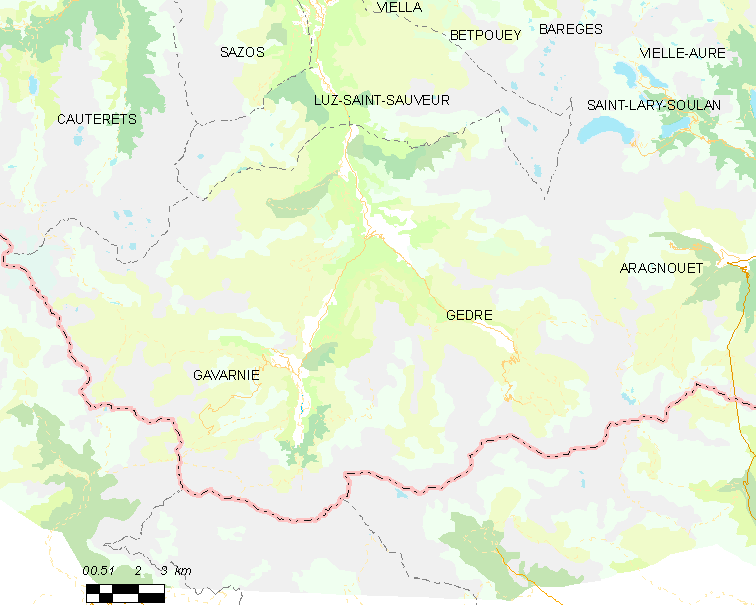
热德尔的OSM定位图

热德尔的时区为UTC+01:00、UTC+02:00（夏令时）。

## 行政
热德尔的邮政编码为65120，INSEE市镇编码为65192。

## 政治
热德尔所属的省级选区为激流谷县。

## 人口

1962-2008年间热德尔人口变化图示

热德尔于2018年1月1日时的人口数量为229人。